# Клан Манро
Манро (англ. Munro, гэльск. Mac an Rothaich) — один из кланов горной части Шотландии.

## История
Традиционно считалось, что Манро во главе с вождём Дональдом Манро пришли в XI веке из Ирландии и помогли графу Россу в борьбе с викингами, за что от короля Малькольма II получили Фулисскую крепость и земли в Россшире. Сын Дональда, Хьюго Манро (ум. 1126), стал первым бароном Фулисским. Историк Александр Нисбет утверждал, что Джордж, пятый барон Фулисский, получил от графа Сазерленда в дар земли, но документальных свидетельств об этом не сохранилось.
Теория об ирландском происхождении клана обычно подтверждалась тем, что гэльский вариант его фамилии, Mac an Rothaich, в переводе с гэльского означает «человек с Ро»; историки считали это основанием для того, чтобы полагать, что изначально Манро жили в Ирландии по берегам реки Ро. Однако гэльское название клана зафиксировано в письменных источниках только начиная с XVII века. ДНК-анализ позволяет считать, что на самом деле предки клана были нормандцами. И первый вождь, о существовании которого достоверно известно, носил французское имя — Робер де Манро (ум. 1369). Правда, ДНК-тест также показал, что многие члены клана не являются потомками Робера. Но необязательно все представители клана должны быть родственниками вождя: известны случаи, когда люди брали себе фамилию могущественного клана для солидности или для обеспечения себе безопасности; возможно, это и произошло в клане Манро.